# يوجين برانج
يوجين أوجست برانج (30 يوليو 1917 - 12 فبراير 2006) كان منظرا للترميز الأمريكي ، وهو باحث في مختبر أبحاث سلاح الجو في كامبريدج في ماساتشوستس الذي "قدم العديد من الأفكار الأساسية المبكرة لنظرية الترميز الجبري "وكان أول من اكتشف الرموز الدورية في عام 1957. مع أندرو غليسون ، هو يحمل اسم نظرية غليسون - برانج على تناظر كود البقايا التربيعية الممتدة.
ولد برانج في ولاية إلينوي إلى أغسطس برانج ويوجينيا ليفينجستون. تخرج من جامعة إلينوي وأمضى الحرب العالمية الثانية في خدمة بلاده في إنجلترا كضابط مخابرات. ثم درس في جامعة هارفارد قبل الانضمام إلى AFCRL.